# Хомутиннік Віталій Юрійович
Віта́лій Ю́рійович Хомути́ннік (нар. 4 серпня 1976, м. Макіївка, Донецька область, УРСР) — український підприємець, інвестор, політик. Заслужений економіст України (2010).
Народний депутат кількох скликань Верховної Ради України (IV — VIII), зокрема від виборчого блоку політичних партій «За єдину Україну!», «Партія регіонів» та партії «Відродження». Був одним із депутатів, що голосував за «Диктаторські закони» у січні 2014 року.
Входить до переліку осіб, проти яких російський уряд застосував 2018 року санкції. Засновник і голова інвестиційного фонду «Cascade Investment Fund», президент Всеукраїнської федерації гольфу.

## Життєпис
Народився 4 серпня 1976 року в Макіївці на Донеччині. Батько – Юрій Володимирович (нар. 1953) – майстер-ремонтник. Мати – Валентина Іванівна (нар.1958) – швачка, домогосподарка.
Вищу освіту отримав у 2000 році – закінчив Донецьку академію управління за спеціальністю «фінанси та кредит». Другу вищу освіту здобув у Національній юридичній академії України ім. Мудрого (2007).
Одружений зі Світланою Вікторівною Хомутиннік (до шлюбу Сопельник, нар. 1980) — економісткою (сестра Катерина Вікторівна Сопельник — одружена з Сергієм Притулою). Подружжя виховує двох дітей: син Артемій (нар. 2007), донька Марія.

## Бізнес
Почав працювати 1991 року на ДП «Спеціалізоване управління рекультивації та механізації будівництва». Своє перше приватне підприємство заснував 1993-го – «Каскад» займався торгівлею обладнанням та робочим одягом, яке з часом було перетворено в багатопрофільний інвестиційний холдинг, що працює зараз. З 2001 по 2003 роки був генеральним директор ЗАТ «Спецодяг». З січня 2002 по серпень 2019 – власник, а з вересня 2019 – голова «Cascade Investment Fund»[⇨]. Власник страхової компанії «Брокбізнес».
Станом на 2014 рік – наймолодший та найбагатший народний депутат України. Згідно з декларацією за 2014 рік, заробив 293,8 млн гривень. 2015 року у декларації вказав 167 млн грн доходу і 354 млн грн на банківських рахунках. У рейтингу журналу «НВ» 100 найбагатших українців, опублікованому у жовтні 2019 року, статки оцінено у $478 млн (збільшення на 23 % у порівнянні з 2018 роком); це 13 місце в рейтингу.
До 2019 року основним фокусом українського бізнесу Хомутинніка були енергетика[⇨] та агросектор[⇨]. Проте, з 2020 по 2023 роки інвестиційний фонд «Cascade Investments» вийшов з компаній «Кернел», «JKX Oil&Gas» та «Укрнафтобуріння», зосередившись на нерухомості, фондах та венчурних компаніях[⇨].

### Нафтогазовий бізнес
Володів 47% акцій другої за обсягом видобутку приватної газовидобувної компанії в Україні ПрАТ «ВК «Укрнафтобуріння» (решта акціонерів — Геннадій Боголюбов, Ігор Коломойський та Павло Фукс). У квітні 2023 року Печерський районний суд міста Києва передав активи компанії «Укрнафтобуріння» в управління Агентства з розшуку та менеджменту активів, компанія оскаржила це рішення в суді.
Станом на 2023 рік «Укрнафтобуріння» передано в управління державної компанії «Укрнафта». Станом на 2023 рік продав свою частку в компанії.
Продав 19,97% акцій нафтогазової компанії «JKX Oil&Gas», яка займалася розвідкою та видобутком вуглеводнів (серед інших акціонерів – «Eclairs Group», «Neptune Invest & Finance Corp», «Keyhall Holding» та «Interneft Ltd.»).

### Сільськогосподарський бізнес
У жовтні 2015 року придбав 5 % акцій найбільшого українського маслопереробника — холдингу «Кернел» (станом на 2021 рік – земельний банк у 514 000 га). У листопаді 2017 року компанія Cascade Investment Fund, що належить Віталію Хомутинніку, збільшила пакет акцій у Kernel Holding S. A. з 5 % до 6,59 %.
2018 року Антимонопольний комітет України дозволив компанії Ukroagro Alliance Ltd І Kma Group Ltd придбати частку в статутному капіталі компанії Dnipro Agro Alliance Ltd, яка розташована на території Дніпропетровської області та становить понад 50 тисяч гектар.
Третину акцій агрохолдингу «Кернел», якими володів Cascade Investment Fund, було продано з 2021 року на публічно оголошених зворотних викупах shares buy-back. Залишок – в процесі оголошеного делістингу.
Активів «Каскад-Агро» з понад 50 000 га землі Хомутиннік продав 2021 року.

### Венчурний бізнес
З 2019 року зосереджений на венчурних інвестиціях. «Cascade Investment Fund», головою якого є Віталій Хомутиннік, займається інвестиціями, розмір кожної становить до $10–15 млн. Компанія працює за принципом диверсифікації інвестицій. «Cascade Investment Fund» займався інвестиції у різні сектори української економіки, згодом інвестували у публічні компанії, а з 2019-го було створено венчурний напрямок, який зайняв 10% портфелю (станом на 2021 рік).
2020 року стартап з виробництва мобільних ігор «Playco» (створення ігор, у які можна грати без завантаження, а запускати за посиланням на будь-якій платформі) залучив $100 млн за підсумками раунду фінансування і став «єдинорогом». Вартість «Playco» оцінюється в $1 млрд.

## Політична діяльність
Політична кар'єра розпочалася із депутатства на рівні місцевої ради – з травня 1998 по квітень 2002 – депутат, з вересня 1998-го – голова планово-бюджетної комісії Центральноміської районної ради Макіївки. Займався місцевим самоврядуванням, зокрема створив перший у місті комітет самоорганізації населення мікрорайону Сонячний із впровадженням народних дружин, дитячих майданчиків тощо (вересень 1999—2002). З жовтня 1999 очолював раду молодих підприємців Донецької області, згодом – раду молодих підприємців України, яка входила до Українського союзу промисловців і підприємців (президент УСПП – Анатолій Кінах). Був членом правління Асоціації молодих депутатів (з вересня 1999). З квітня 2000 – міністр палива та енергетики Молодіжного уряду України, з травня 2000 – член правління УСПП. З лютого 2003 по лютий 2005-го – радник Прем'єр-міністра України на громадських засадах.

### Верховна Рада України
До складу Верховної Ради України IV скликання увійшов наймолодшим за віком депутатом. Каденція тривала з квітня 2002-го по квітень 2006-го (виборчий округ № 53, Донецька область, висунутий Виборчим блоком політичних партій «За єдину Україну!»). Був членом Комітету з питань правової політики (червень — липень 2002), членом Комітету з питань промислової політики та підприємництва (липень — грудень 2002), член Комітету з питань фінансів і банківської діяльності (з грудня 2002). Член Державної комісії з питань стратегії економічного і соціального розвитку (з березня 2003).

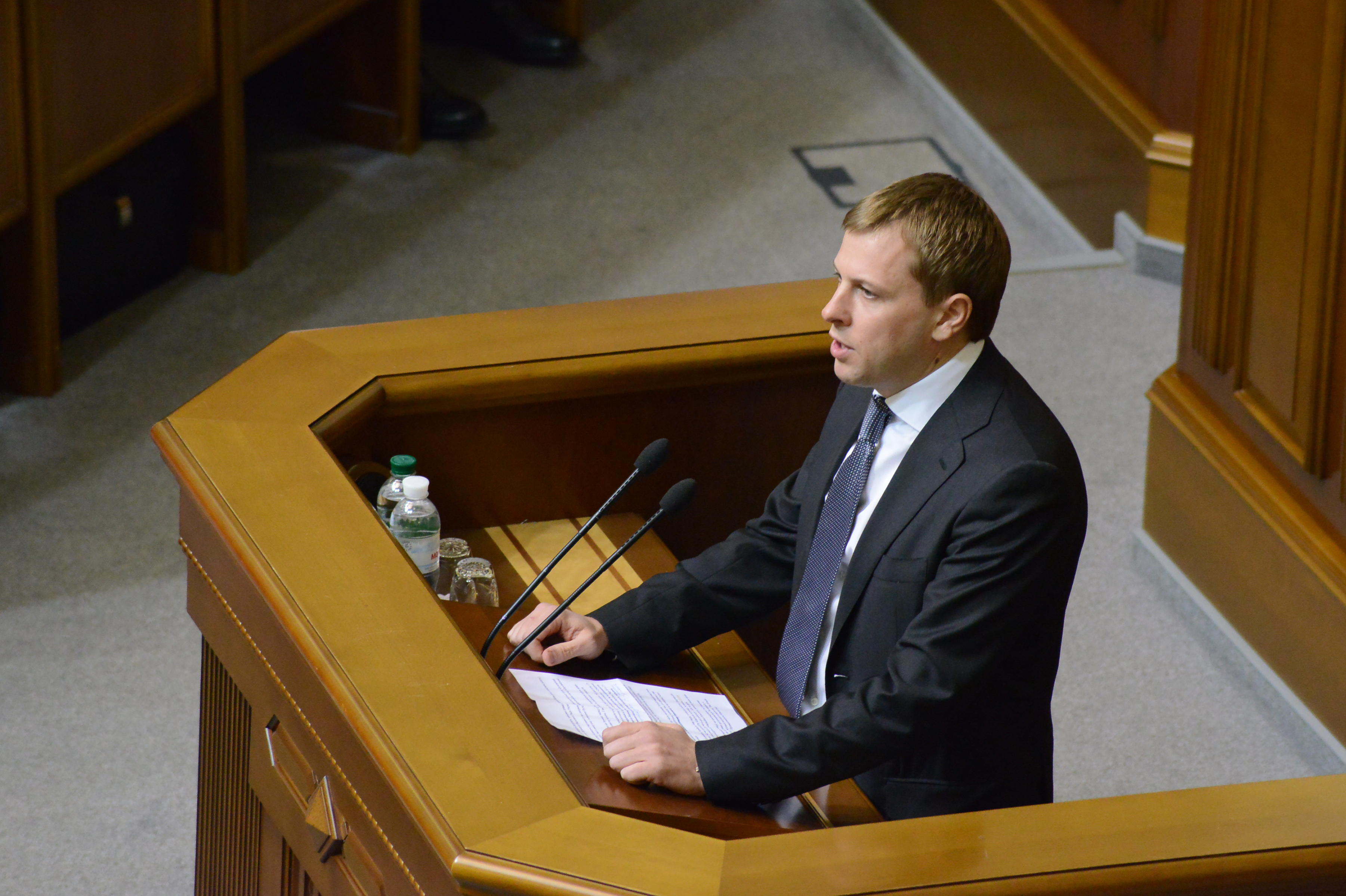
На трибуні Верховної Ради України (2014)

До складу народних депутатів Верховної Ради України входив до 2019 року – був депутатом з IV по VIII скликаня з 2002 по 2019 роки.
У складі Народних депутатів V-го скликання (квітень 2006 — листопад 2007) був № 15 в списку від «Партії регіонів». Був членом Комітету з питань фінансів і банківської діяльності (з липня 2006), членом фракції «Партії регіонів» (з травня 2006).
До складу Народних депутатів VI-го скликання увійшов № 91 в списку від «Партії регіонів» (з листопада 2007 року). Серед голосувань каденції – друге читання 10 серпня 2012 року за Закон України «Про засади державної мовної політики».
Будучи Народним депутатом VII-го скликання, з грудня 2012 року — голова Комітету з питань податкової та митної політики.
Вийшов зі складу членів «Партії регіонів» 21 лютого 2014 року. «Сьогодні ми перебуваємо за крок від громадянської війни. Ситуація вийшла з-під контролю: у центрі столиці розстрілюють людей, мирне населення в паніці ховається по домівках, намагаючись захистити себе і своїх дітей від мародерів на вулицях. У парламенту був шанс врегулювати ситуацію, але ми не зуміли ним мудро скористатися. І, як бачимо, не в усіх вистачає мудрості зробити це навіть зараз. Я прийняв рішення вийти з Партії регіонів», – написав він на своїй сторінці в Facebook. Загальна кількість народних депутатів, які на той момент покинули фракцію «Партії регіонів», або заявили про такий намір, склало 16 осіб.
У жовтні 2014 року був обраний народним депутатом Верховної Ради VIII скликання по округу № 171 у місті Харків. У складі 19 народних депутатів Верховної Ради, увійшов та очолив депутатську групу «Економічний розвиток». Співголова депутатської групи «Відродження». Залишив посаду керівника групи 5 вересня 2017 року на період розслідування Генеральної прокуратури України та перевірки Державної фіскальної служби його декларацій (прокоментував таке своє рішення тим, що воно пов'язане із бажанням уникнути політичного тиску на депутатську групу). Кримінальне провадження по перевірці декларацій було закрито Генеральною прокуратурою України на початку листопада 2017 року.

### Законотворчість
Під час депутатства VII-го скликання очолював Комітет Верховної Ради України з питань податкової та митної політики (з грудня 2012). За його участі було підготовлено понад 100 законопроєктів, серед яких робота над Податковим та Митним кодексами, «Про систему гарантування вкладів фізичних осіб», Антиофшорний закон) та внесено декілька тисяч правок.

## Відзнаки
- 2003, 28 липня — Почесна грамота Кабінету Міністрів України[50]
- 2010, 20 серпня — Заслужений економіст України[5]
- Орден «За заслуги» III ст.
- 2013, 24 серпня — Орден «За заслуги» II ст. — за значний особистий внесок у державне будівництво, соціально-економічний, науково-технічний, культурно-освітній розвиток України, вагомі трудові здобутки та високий професіоналізм[51]

## Критика
Під час парламентських виборів 2014 року, спостерігачі мережі «Опора» зафіксували 2 підкупи виборців продуктовими пакетами від Хомутинніка, який балотувався за 171 округом Харкова. У жовтні 2014 року Харківський апеляційний адміністративний суд виніс рішення, що «порушень з боку Хомутинніка не було».
У 2015 році Хомутиннік сховав в офшорах і не задекларував приватну яхту Апостроф і літак Gulfstream G280, сумарна вартість яких перевищила 40 млн доларів.
У 2015 році журналісти сфотографували SMS-переписку Хомутинніка з Ігорем Палицею, де вони обговорювали махінації і хабарі на митниці.